# Bồ câu đồi núi
Columba rupestris là một loài chim trong họ Columbidae.
Loài này được tìm thấy ở Trung Quốc, Pakistan, Ấn Độ, Nepal, Kazakhstan, bán đảo Triều Tiên, Mông Cổ, Nga, Tajikistan, Afghanistan và Turkmenistan. 